# 퀸스 블레이드
퀸스 블레이드(Queen's Blade, 일본어: クイーンズブレイド,)는 파이어라이트 게임 컴퍼니(Firelight Game Company)의 로스트 월즈(Lost Worlds) 라이선스 작품에서 영감을 받아 호비 재팬(Hobby Japan)에서 출판한 일본의 시각적 전투 책 시리즈이다. 게임의 전반적인 줄거리는 퀸즈 블레이드라는 토너먼트를 중심으로 진행되는데, 이 토너먼트는 4년에 한 번씩 퀸을 결정하기 위해 개최된다.
최초 출시 이후 이 시리즈는 4개의 만화 각색, 3개의 애니메이션 각색, 3개의 라이트 노벨, 1개의 비디오 게임 각색을 거쳐 미디어 프랜차이즈로 발전했다. 리볼트테크(Revoltech) 시리즈의 카이요도와 같은 다양한 제조업체에서 만든 캐릭터 피규어도 여러 기념품과 함께 제작되었다. 후속 시리즈인 퀸스 블레이드 리벨리온은 2009년에 출시되었다.